# Kalkfarbe
Kalkfarbe (auch: Kalktünche) ist ein mineralisches Anstrichmittel. Wasser dient als Lösungsmittel. Weißkalkhydrat (Calciumhydroxid) ist Pigment und Bindemittel zugleich.
Durch ihre Porosität, Kapillarität und desinfizierende Wirkung sind reine Kalkfarben mehr als jedes moderne Anstrichmittel zur Anwendung auf feuchten Untergründen und in schimmelgefährdeten Bereichen geeignet.
Im Handel wird die traditionelle reine Sumpfkalkfarbe auch als ungefüllte Kalkfarbe bezeichnet; im Gegensatz zur gefüllten Kalkfarbe, der zur Verbesserung der Verarbeitbarkeit Gesteinsmehle und andere Füll- und Hilfsstoffe beigefügt werden.

## Geschichte und Verbreitung
Kalkfarbe war früher praktisch das einzige verfügbare und am weitesten verbreitete Anstrichmittel für gemauerte und verputzte Außenwände von Wohn-, Sakral- und Geschäftsbauten sowie für künstlerische Maltechniken in Innen- und Außenräumen von Gebäuden. Von ihr rührt der Ausdruck kalken für weiß streichen oder weißeln her.
Kaum etwas prägt das Bild südeuropäischer Dörfer so sehr wie die typisch weiß getünchten Häuser. In diesem Klima hat die Kalkfarbe noch einen besonderen Vorteil: Es beugt der Erwärmung der Außenwände in den heißen Sommermonaten vor. Dies tut Kalkfarbe auf Grund ihres guten Albedo-Wertes, da sie viel Sonnenlicht zurückstrahlt.
Im Bau- und Heimwerkerbereich wurden die Kalkfarben von Dispersionsfarben verdrängt. Die charakteristischen lebendigen Farbflächen, die von der Eigenschaft der Kalkfarben herrühren, je nach Untergrund und Trocknungsverhältnissen leichte Helligkeitsunterschiede zu entwickeln, sind heute entsprechend kaum noch zu sehen. Lediglich in Landwirtschaftsbetrieben kommt dieser Anstrich noch zum Einsatz. Daneben spielen Sumpfkalkfarben bei der Restaurierung von Kirchen und historischen Gebäuden eine große Rolle.

## Eigenschaften und Verwendung
Ein Kalkanstrich ist kapillar und hochporös und damit sehr feuchte- und gasdurchlässig. Er ist neben Silikatfarbe besonders geeignet, um feuchtes Mauerwerk austrocknen zu lassen. Durch seine Alkalität (pH > 12) ist er ideal zur Anwendung in feuchten oder von häufiger Kondensation betroffenen Bereichen, wie Küchen, Bädern, Kellern, Treppenhäusern und Lagerräumen, da er resistent gegen Schimmel und Fäulnis ist. Schimmel kann sich auf einer reinen Kalkfarbe nur bilden, wenn sich Staubpartikel auf der Oberfläche abgesetzt haben oder eine andersartige Verunreinigung mit organischen Stoffen vorliegt.
Luftkalk ist sehr elastisch. Eine reine Kalkfarbe wird nicht vom Untergrund abplatzen. Eine minimale Saugfähigkeit des Untergrunds ist jedoch Bedingung, damit die entstehenden Kalkkristalle sich in den Poren verankern können.
Auch im Außenbereich können Kalkfarben viele Jahrzehnte überdauern, wie sich an historischen Gebäuden insbesondere in südlichen Ländern ablesen lässt. Da die Beanspruchung im Außenbereich höher ist, sollte der Untergrund hier eine gewisse Porosität (Rauheit) aufweisen und aus überwiegend mineralischen Baustoffen bestehen. Der feinporige Kalkanstrich schützt grobporigen Fassadenputz vor Durchnässung und lässt die Wand nach Durchfeuchtung dennoch schnell wieder austrocknen, da der Kapillareffekt von großem zu kleinem Porenvolumen hin besonders gut funktioniert.
Bei Anwendung auf von Schlagregen stark beanspruchten Bereichen der Fassade sollte die Kalkfarbe entweder auf den noch nicht vollständig abgebundenen Putz ("frescal") gestrichen werden oder der Farbe werden zusätzliche Bindemittel beigefügt, um die Haltbarkeit zu verbessern. Alternativ können gezielt die besonders gefährdeten Flächen an den Wetterseiten durch Holzverschalungen oder Verschindelung geschützt werden, wie es traditionell in den besonders exponierten Lagen der Mittelgebirge sowie an der Küste gehandhabt wird.
Bei der Verwendung von Weißkalkhydrat in Pulverform, also trocken gelöschtem Kalk, ergeben sich oft Tönungen, die von Altweiß bis zu Cremeweiß (auch champagner- oder eierschalenfarben genannt) reichen und von den im Ausgangsmaterial enthaltenen Metallverbindungen beeinflusst werden. Weißkalkhydrat ist in fast jedem Baumarkt und Baustoffhandel erhältlich und die Materialkosten sind fast zu vernachlässigen. Als natürlich hydraulischer Kalk (NHL-Kalk) oder Wasserkalk angebotener Kalk enthält natürliche Hydraulefaktoren. Dadurch bindet die Farbe etwas schneller und wetterfester ab und der Farbton liegt häufig zwischen einem hellen Beige und einem sehr hellen Braun.
Wird ein strahlend weißer Anstrich gewünscht, so muss beim Einkauf auf ein besonders reines Material geachtet werden. Als Anstrichmittel angebotener Sumpfkalk ist heute meist sehr rein und ergibt entsprechend ein sehr helles, strahlendes Kalkweiß. Allerdings liegen die Kosten im Einzelhandel deutlich höher als für Weißkalkhydrat in Pulverform.
Der Auftrag erfolgt traditionell sehr dünn (Kalkmilch) und in zwei bis sechs Schichten.
Beim Abbinden bilden sich sehr feine Kristalle, die das einfallende Licht gut und im gesamten sichtbaren Spektrum reflektieren (ähnlich Schneekristallen). Aufgrund des Brechungsindex von Calciumhydroxid erscheint die frisch aufgetragene Kalkfarbe fast transparent, so dass sich die Deckwirkung erst nach Trocknung der Farbe abschätzen lässt (Dry-Hiding-Effekt).
Die Kristallbildung wird unter anderem von der im Material enthaltenen Feuchtigkeitsmenge beeinflusst. Da die Kristalle einen Anteil an Farbton und Helligkeitseindruck der Farbe haben, wird das Erscheinungsbild der abgetrockneten Fläche auch von der Saugfähigkeit des Untergrunds und gegebenenfalls der Sonneneinstrahlung während des Trocknungsvorgangs bestimmt. Im Regelfall erscheinen schneller abgetrocknete Flächen heller. Dieser Effekt kann bei Kalkfarben ebenso wie bei (pigmentierten) Kalkputzen und auch bei einigen modernen Fassadenfarben dazu führen, dass sich ein vor der Fassade stehendes Gerüst auch später noch als „Schattenriss“ auf der Fläche abzeichnet, wenn in der entscheidenden Trocknungsphase die Sonne geschienen hat.
Wenn der Untergrund aus unterschiedlichen Materialien besteht oder stellenweise ausgebessert wurde, kann es von Vorteil sein, die Fläche mit einer natur- oder kunstharzhaltigen Grundierung (z. B. Tiefgrund) vorzubehandeln. Der gleiche Effekt lässt sich zumeist auch erreichen, indem zunächst ein oder zwei zusätzliche Schichten Kalkfarbe mit einer Zugabe etwa 2,5 % Pflanzenöl aufgetragen werden. Falls der Untergrund sehr uneben ist, kann die Fläche mit einer dünnen Schicht Schweißputz, Feinputz oder Spachtelmasse geschlichtet werden.
Wenn ein Putzuntergrund vorliegt, der mit einem Spachtel oder der Glättkelle abgezogen wurde, so können die Spachtel- oder Kellenzüge nach dem Auftragen der Kalkfarbe als Helligkeitsunterschiede sichtbar werden. Vermutlich, weil die Kellenbewegung zu Bindemittelanreicherungen führt, die wiederum Einfluss auf die Saugfähigkeit der Putzfläche haben. Diese Oberflächenstrukturen können sehr reizvoll sein und werden häufig bewusst herbeigeführt.
Gerade weil Untergrund und Trocknungsbedingungen einen Einfluss auf Kristallbildung und Erscheinungsbild der Kalkfarbe haben, können dadurch Texturen wie zarte Marmorierungen oder schwache „Wischeffekte“ entstehen, welche Kalkfarben eine besondere Tiefenwirkung und Patina verleihen; speziell auch, wenn sie pigmentiert sind.
Wirkt die Farbe nach den ersten Aufträgen noch zu unregelmäßig, lässt sich der Effekt einfach durch weitere Anstriche abmildern, bis die gewünschte Struktur erreicht ist.
Bei der Verwendung von pigmentierten Kalkfarben an der Fassade treten die Pigmente durch die natürliche Abwitterung des Bindemittels im Laufe der Zeit an die Oberfläche und können mit der Atmosphäre reagieren, wodurch sich eine weitere Patinierung der Farbe ergibt. Die für den Mittelmeerraum charakteristischen, in vielen Schattierungen leuchtenden Fassaden beruhen auf diesem Effekt. Da Kalkhydrat nur eine schwache Bindekraft hat, können im Allgemeinen nur 5 Volumenprozent an Pigmenten zugefügt werden, ohne dass die Abriebfestigkeit darunter leidet.
Kalke – Putze wie Farbe – erreichen auf mineralischen Baustoffen wie Kalkputz, Kalkzementputz, Kalkgipsputz, Ziegelsteinen und saugfähigen Natursteinen ein hohes Alter. Mit geringen Einschränkungen sind auch Zementputze und Beton (möglichst schwefelfrei) als Untergründe geeignet.
Stark saugende oder wasserlösliche Untergründe wie Lehm, Leimfarbe, Holzwerkstoffe, Gipsputz, Gipskarton Tapeten sowie schwach gebundene Dispersionsfarbe und Dispersionssilikatfarbe müssen zuvor grundiert werden. Schwach oder gar nicht saugende und zu glatte Oberflächen wie Anstriche, Putze, Dispersionsfarben und Spachtelmassen mit hohem Kunstharzanteil sowie Metalle werden mit einem Haftvermittler vorbehandelt.
Weil die Reaktion wegen des geringen Kohlendioxidanteils in der Luft relativ lange dauert, muss sichergestellt werden, dass der Anstrich nicht zu schnell trocknet und insbesondere vor Sonneneinstrahlung geschützt wird, wenn ein abriebfester Anstrich gefordert ist. Früher wurde daher bevorzugt bei schlechtem Wetter geweißelt. Alternativ kann die gestrichene Fläche mit nassen Tüchern abgehängt oder mit Wasser besprüht werden. Andernfalls kann sich die Kristallisierung im Material nicht homogen ausbilden (der Kalk "brennt auf") und der nicht abgebundene Kalk kreidet ab. Bei ohnehin schlecht erreichbaren Wand- und Deckenflächen muss dies aber kein Nachteil sein. Bei der traditionellen Verwendung von reiner Kalkfarbe zum Tünchen von Stallwänden ist die Abriebfestigkeit oft nicht entscheidend. Im Gegenteil enthält eine aufgrund von zu schneller Trocknung nicht vollständig abgebundene Farbschicht noch ausreichend Calciumhydroxid, welches hoch alkalisch ist und über einen längeren Zeitraum die erwünschte antiseptische Wirkung bieten kann.
Bei ausreichend feuchter Verarbeitung erreicht Kalkfarbe auf mineralischen Untergründen eine hinreichende Abriebfestigkeit. Beim Darüberstreichen kann auf der Handfläche ein leichter weißlicher Schleier sichtbar sein. Die Abriebfestigkeit und Witterungsbeständigkeit kann durch den Zusatz von Weißzement erhöht werden, der jedoch ebenfalls über wenigstens 24 Stunden feucht gehalten werden sollte. Kann eine zu schnelle Austrocknung nicht ausgeschlossen werden, bieten sich die Zugabe von Kunstharzdispersionen oder Casein an, z. B. in Form von fettarmem Quark oder Magermilch. Der Zusatz dieser Bindemittel ist im Außenbereich auch an der Wetterseite und im Sockel- und Spritzbereich zu empfehlen, sowie in Gebieten mit hohen Schadstoffemissionen in der Luft (schwefeldioxidhaltige Abgase). Auf frischem Kalkputz aufgebracht, bindet die Kalkfarbe gemeinsam mit dem Putz zu einer homogenen Schicht (Kalkstein) ab (siehe Fresko-Maltechnik).

### Weißanstrich von Baumrinde
Die Stämme von jungen Bäumen, insbesondere von Obstbäumen, werden geweißelt, um die Sonne zu reflektieren und Rindenschäden durch das Aufheizen des Stammes zu verhindern. Insbesondere, wenn der Stamm im Winter noch gefroren ist.
Zur Herstellung kann Löschkalk mit zehn Teilen Wasser gemischt werden. Die Zugabe von Hornmehl, Tapetenkleister oder feinem Sand kann die Verarbeitbarkeit und Haltbarkeit verbessern. Die Mischung sollte eine Zeitlang quellen und anschließend mehrfach mit dem Quast aufgetragen werden. Falls nötig, sollte die Rinde zuvor mit einer Wurzelbürste oder einer Stahlbürste gereinigt werden.
Gegebenenfalls muss der Anstrich jährlich wiederholt werden. Als fertige Mischung angebotene Stammschutzfarbe kann bis fünf oder in Einzelfällen sogar zehn Jahre halten.

## Verarbeitung
Da sich reine Kalkfarbe „launischer“ verhält als moderne, mit diversen Hilfsmitteln versehene Anstrichstoffe, erfordert die Anwendung gewisse Kenntnisse und Übung.
Da die Reaktion des Kalkhydrats mit Kohlensäure zu Calciumcarbonat (Karbonaterhärtung) nur in feuchtem Milieu stattfindet und das Kohlendioxid Zeit braucht, um zum Ort der Reaktion zu gelangen, muss eine reine Kalkfarbe mindestens 24 Stunden lang feucht gehalten werden, wenn eine hohe Abriebfestigkeit gewünscht wird. Es ist daher immer sinnvoll, saugfähige Untergründe vor dem Farbauftrag bis zur Sättigung vorzunässen und sehr saugfähige Flächen wie Lehmputz auch nach dem Streichen wiederholt mit Wasser zu besprühen. Bei weniger saugfähigem Untergrund genügt oft der Feuchtigkeitseintrag durch die verdünnt aufgetragenen ersten Farbschichten.
Durch ausreichende Grundierung, durch Vornässen des Untergrundes oder durch Verdünnung der ersten Farbaufträge soll erreicht werden, dass der Malgrund beim Auftrag der letzten Farbschichten über wenigstens 2, besser aber 10 Minuten, oberflächlich feucht glänzend erscheint, bevor die Feuchtigkeit vom Untergrund aufgenommen wird. Traditionell wurde bei schwierigen Untergründen zum Ausgleich zunächst eine dünne Schweißputzschicht aufgetragen, auf welche die Kalkfarbe dann frisch-in-frisch (ital. in fresco) gestrichen wurde.
Kalkfarbe wird traditionell dünn wie Milch und in mehreren Aufträgen verstrichen. Die erforderliche Verdünnung hängt primär von der Saugfähigkeit bzw. dem beim Vornässen erreichten Wassergehalt des Untergrunds ab. Abgesehen vom erwünschten Feuchtigkeitseintrag lässt sich eine reine Kalkfarbe auch nur in entsprechend großer Verdünnung streifenfrei verteilen.
Je mehr dünne Schichten man aufträgt, desto gleichmäßiger, deckender und haltbarer wird der Farbauftrag.
Zum Auftrag der Farbe werden spezielle Flächenstreicher und Deckenbürsten mit Naturbesatz verwendet, die üblichen Malerpinseln bzw. einem Maurerquast ähneln, jedoch dichter und mit feineren Borsten bzw. Fasern besetzt sind, um die flüssige Farbe halten zu können. Hilfsweise können dichte, hochwertige Malerquaste verwendet werden.
Reine Kalkfarbe ohne Füllstoffe ist in feuchtem Zustand durchscheinend. Erst nach der Trocknung kann beurteilt werden, ob der Auftrag deckend war. Da es zum Abbinden der Farbe jedoch erforderlich ist, die Fläche eine gewisse Zeitlang feucht zu halten, sollte man zur Beurteilung der Deckkraft die Farbe in einem Bereich trocknen lassen, bei dem es auf die Abriebfestigkeit nicht ankommt. So zum Beispiel in den oberen Wandbereichen.
Um die Haftung auf Lehmbaustoffen zu erhöhen, wird entweder eine dünne Ausgleichsschicht aus einem Kalk-Lehm-Gemisch aufgebracht oder die ersten Schichten der Kalkfarbe werden kräftig in den Lehm eingerieben, so dass dieser angelöst wird und sich mit dem Kalk vermischt. Bei geringeren Anforderungen können u. U. zwei verdünnte Anstrichschichten als Grundierung ausreichen.
Gipskartonplatten müssen gründlich grundiert werden, da diese der Farbe sonst das Wasser entziehen, bevor sie abbinden kann. Dafür eignet sich sogenannter Tiefgrund oder – wenn man ohne Kunststoffdispersion auskommen möchte – eine Kalkkaseingrundierung (Kalkkaseinfarbe mit erhöhtem Kaseinanteil und evtl. Füllstoffen).
Gelegentlich wird empfohlen, Kalkwasser (Kalksinterwasser) zur Grundierung oder als Bindemittel für durchscheinende Lasuren zu verwenden. Da Calciumhydroxid in Wasser nur schwer löslich ist, gewinnt man Kalkwasser, indem man Wasser mit Branntkalk mit Wasserüberschuss ablöscht oder Weißkalkhydrat in Pulverform mit Wasser vermengt und wartet, bis sich der eingesumpfte Kalk abgesetzt hat, so dass sich das Kalkwasser abschöpfen lässt.

## Kalkkaseinfarbe
siehe auch: Kaseinfarbe
Der Zusatz von Kasein in Kalkfarben hat folgende Vorteile:
- Kasein bindet deutlich schneller ab als Kalkhydrat, so dass nur bei sehr saugfähigen Untergründen eine Grundierung oder ein Vornässen erforderlich ist. Das Feuchthalten der Farbe nach dem Auftrag ist im Allgemeinen nicht notwendig. Eine gewisse Witterungsbeständigkeit und Abriebfestigkeit der Farbe ist oft auch dann noch gegeben, wenn die Farbe schneller abgetrocknet ist als eigentlich notwendig gewesen wäre.

- Kasein ist ein sehr starkes Bindemittel, welches sich auch mit Untergründen verbindet, auf denen mit Kalkhydrat keine Haftung erreicht werden kann, z. B. mit nichtsaugenden Oberflächen.

- Durch die Bindekraft des Kaseins wird es möglich, der Farbe einen deutlich größeren Anteil an Pigmenten und Füllstoffen beizusetzen. Durch entsprechende Füllstoffe erhält die Farbe mehr „Körper“, so dass deckende Anstriche auch mit nur einem oder zwei Aufträgen möglich werden.

Kalkkaseinfarben können bei entsprechender Vorbehandlung oder mit Hilfe von Zusatzstoffen theoretisch auf fast allen Untergründen gestrichen werden. Bei ungünstigen Materialkombinationen kommt es jedoch sehr stark auf die richtige Verarbeitung an.
In Feuchträumen ist die geringere Resistenz gegen Schimmel von Nachteil. Feuchte Wände trocknen nicht so schnell aus und der Feuchtigkeitsaustausch mit den oberen Wandschichten wird behindert, da Casein ähnlich wie die in Dispersionsfarben enthaltenen Kunstharze die Kapillarität und Diffusionsoffenheit der Kalkfarbe reduziert. Es empfiehlt sich daher, der Farbe nur in den unteren Wandbereichen Casein zuzusetzen, wo es auf die Wischfestigkeit der Farbe ankommt.
Wird der Kaseinanteil über die in einschlägigen Rezepten empfohlene Menge hinaus erhöht, so können die aufgrund der starken Bindekraft des Kaseins entstehenden Zugspannungen zum Reißen und Abplatzen der Farbe führen. Wird die Kaseinfarbe ebenso dünn aufgetragen wie reine Kalkfarbe, so besteht im Regelfall keine Gefahr des Ablösens vom Untergrund. Ebenso vermindern zugesetzte Füllstoffe wie Gesteinsmehle im Allgemeinen die Rißneigung der Kaseinfarbe. Vorsicht ist beim Zusatz von quellfähigen Stoffen geboten, da diese zum Farbauftrag in größeren Schichtdicken verführen, ohne das Bindemittel zugleich zu verdünnen, wie es bei nicht quellenden Füllstoffen der Fall ist.

## Neuere Entwicklungen

### Reinkalk-Produkte mit Kunstharzanteil
Inzwischen bieten fast alle großen Baustoffhersteller wieder "Kalkfarben" und andere "Reinkalk"-Produkte an, bei denen es sich allerdings oft nicht um reinen Kalkputz oder reine Kalkfarbe handelt. Wie im Standard-Sortiment werden auch den Reinkalkprodukten Kunstharz-Dispersionen zugesetzt – wenn auch in geringeren Mengen. Dadurch verbessert sich die Verarbeitbarkeit deutlich. Bereits ein Kunstharzanteil von 5 % kann die Eigenschaften der Farbe stark beeinflussen, da der Anteil deutlich höher liegt, wenn man ihn auf die nach der Verdunstung des enthaltenen Wassers in der Trockenmasse verbleibenden Feststoffe bezieht. Ein Kunstharzanteil in einer Kalkfarbe bis 5 % braucht jedoch nicht deklariert werden.
In folgenden Fällen sollte der Kunstharzanteil deutlich geringer sein, als 5 Vol.-%:
- in Bereichen, in denen mit dauerhafter Feuchtigkeit oder häufiger Kondensation zu rechnen ist (z. B. an der Innenseite von schlecht gedämmten Außenwandflächen), da organische Harze Schimmel einen Nährboden bieten und Austrocknung sowie Feuchtigkeitsausgleich behindern.[16]
- wenn es auf besondere Luftreinheit in Wohnräumen ankommt, da viele Kunstharze Partikel an die Raumluft abgeben (Fogging)
- an der Wetterseite der Gebäudehülle sowie im Sockelbereich, wenn der Zustand des Fassadenputzes nicht homogen und rissfrei ist, da Schlagregen durch feine Fassadenrisse in den Putz eindringt und die in der Farbe enthaltenen Harze anschließend das Austrocknen behindern. Hier wäre ein geringer Weißzement- oder Wasserglas-Zusatz vorzuziehen.[17]
- verputzte Gefache in Holz-Fachwerkwänden sollten mit einem möglichst un"vergüteten" Kalkanstrich versehen werden, da dieser die Aufnahme des Regenwassers in den Putz und die anschließende schnelle Verdunstung ermöglicht, so dass weniger Wasser am Gefach herabläuft und in den darunterliegenden Fachwerkbalken eindringen kann.[18]

Positiv ist ein Kunstharzanteil vor allem auf sehr dichten Oberflächen wie schalungsglattem Beton und glatten Klinkersteinen, auf denen eine reine Kalkfarbe nur mit Schwierigkeiten gleichmäßig zu verstreichen und im Außenbereich auch die Haftung bei Bewitterung problematisch ist. Da diese Baustoffe ohnehin einen hohen Wasserdampfdiffusionswiderstand haben, macht sich die "Versiegelung" der Oberfläche durch die Dispersionsfarbe meist nicht negativ bemerkbar.

### StaubkalkundDispergiertes Weißkalkhydrat
Als Staubkalk wurde früher das heutige Standardprodukt, nämlich das in 30-kg-Säcken erhältliche, pulverförmige Weißkalkhydrat bezeichnet. Alternativ auch das feine Pulver, was beim offenen Lagern von Stückkalk (Branntkalk) entstand, wenn die Luftfeuchtigkeit die oberflächennahen Schichten nach und nach "trocken" ablöschte.
Den heute nicht mehr üblichen Begriff greifen einige Hersteller von Kalkprodukten für die Denkmalpflege auf und bezeichnen damit Weißkalkhydratpulver, dessen Oberfläche durch besondere Aufbereitungsverfahren stark vergrößert wurde, um eine schnellere und vollständigere Karbonatisierung zu erreichen.
Beim Dispergieren der Kalkmasse im Dissolver erfolgt ebenfalls eine feine Zerkleinerung der Kalkagglomerate. So lassen sich festere und verwitterungsresistentere Farben und Putze herstellen als mit herkömmlichen Kalkprodukten, was die Anwendung im Außenbereich unproblematisch macht. Durch das bessere Bindungs- und Wasserrückhaltevermögen lässt sich die Farbe höher pigmentieren und ähnlich einfach verarbeiten wie eine Dispersionsfarbe, ohne die Vorteile des reinen Kalkanstrichs einzubüßen.

## Zusatzstoffe
Bei trockenen Innenwänden kommt es auf die Resistenz der Kalkfarbe gegen Schimmel und Fäulnis nicht an, so dass der Farbe eine Reihe von Stoffen beigefügt werden können, welche die Verarbeitbarkeit und die Eigenschaften der Farbe deutlich verbessern:
- Pigmente müssen kalkbeständig (kalkecht[21]) sein, da sich die Farbwirkung vieler Pigmente im alkalischen Milieu verliert. Geeignet sind beispielsweise Ocker, Eisenoxidgelb, Eisenoxidrot, Ultramarin, Chromoxidgrün oder Beinschwarz.[22] Hingegen zersetzen sich Bleiweiß, Chromgelb und Zinkgelb.

- Auf stark oder ungleichmäßig saugenden Untergründen ist es sinnvoll dem ersten Auftrag verseifbares Öl beizumischen, wenn keine spezielle Grundierung eingesetzt werden soll. Geeignet sind so gut wie alle Pflanzenöle sowie Paraffinöl. Empfohlen wird häufig die Zugabe von 0,5 % Leinöl oder auch Distelöl[23]. Meist wird empfohlen, nicht mehr als 2,5 Volumenprozent Öl zuzusetzen. Das Öl verseift im alkalischen Milieu und vermindert die Saugfähigkeit des Untergrunds,[24] so dass sich die nächsten Farbaufträge auch in geringerer Verdünnung streifenfrei verarbeiten lassen. Mögliche Effekte der Zugabe von Öl sind ferner eine verbesserte Benetzung und Haftung auf glatten Untergründen, eine bessere Verarbeitbarkeit (Konsistenz), eine gewisse wasserabweisende Wirkung und ein etwas dunkleres Auftrocknen der Farbe. Bei erhöhter Zugabemenge kann sich die Abriebfestigkeit der Farbe vermindern. Beim Schlussanstrich, bei der Frescotechnik sowie im Außenbereich sollte auf die Zugabe von Öl verzichtet werden.[13]

- Quellende und wasserspeichernde Stoffe wie Gummi arabicum, Getreide- und Holzmehl (Schleifstaub), Bentonit und in geringerem Maße auch Gesteinsmehle verzögern die Austrocknung, wodurch das Kalkhydrat mehr Zeit zum Abbinden erhält und sich die Notwendigkeit des Vor- und Nachnässens verringert.
  - Durch das Wasserhaltevermögen sowie gegebenenfalls auch aufgrund von Kornform, Bindungs- und Füllungsvermögen (Körper) dieser Zusatzstoffe lassen sich weitaus dickere Farbschichten mit dem Pinsel streifenfrei auftragen, als es beim Auftrag von reiner Kalkfarbe der Fall wäre.
  - Mehle, insbesondere Roggenmehl haben eine eigene Bindekraft, welche unter Umständen den Auftrag von Kalkfarbe auf nichtsaugenden Flächen ermöglichen können (jedenfalls solange diese ausreichend rau sind).
  - Die in Holzmehl und grobem Getreidemehl enthaltenen Fasern vermindern die Rissanfälligkeit bei Kalkkaseinfarben mit hohem Kaseinanteil sowie bei schlechter Untergrundhaftung. So wird beispielsweise der Auftrag von Kalkkaseinfarbe auf verzinktem Stahl möglich, der durch die Feuerverzinkung eine ausreichende Oberflächenrauigkeit aufweist. Neben dem Effekt, die Zugfestigkeit der Farbschicht in beschränktem Umfang zu erhöhen, führt wohl das Quellen und anschließende Schrumpfen der befeuchteten Fasern dazu, die hohe innere Spannung, welche bei hohem Kaseinanteil auftritt, zu reduzieren, indem die durch Schrumpfung des Bindemittels provozierte Schollenbildung auf sehr kleine Bereiche beschränkt wird. So lassen sich wesentlich dickere Farbschichten auftragen, ohne beim Abbindevorgang abzuplatzen, wie es bei wenig verdünnter Kalkkaseinfarbe mit hohem Kaseinanteil gelegentlich der Fall ist. Ebenso kann eine faserhaltige Farbe Ungleichmäßigkeiten im Untergrund ausgleichen und Risse überbrücken.
  - Verdickungsmittel wie Methylzellulosefasern[25] oder Zelluloseether (meist als Zellulose deklariert) verbessern das Wasserrückhaltevermögen (Wasserretention) und die Verarbeitbarkeit, da sich schwere Zusatzstoffe weniger absetzen, die Farbe besser im Pinsel hält und der Auftrag gleichmäßiger wird.[1]

- Durch die Zugabe von Fasern lässt sich je nach Menge und Feinheit die Oberflächenbeschaffenheit der Farbe in weiten Bereichen variieren. So sind textile Struktureffekte ebenso möglich wie die Anwendung der Farbe als „flüssige Raufasertapete“ oder als „Rollputz“.

- Gesteinsmehle wie Quarzmehl und Kreide verbessern die Verarbeitbarkeit, gleichen Unregelmäßigkeiten im Untergrund aus und können Textur und Erscheinungsbild der Farbe verbessern. Je nach Feinheit beeinflussen sie – in der Art der Pigmente – die Farbtönung des Auftrags. In Italien ist es üblich Marmormehle zuzusetzen, welche durch ihre Kristallinität auch das Lichtspiel der Farbe beeinflussen können. Beim Zusatz von Gesteinsmehl muss die Farbe häufig umgerührt werden, wenn die schweren Zusatzstoffe nicht durch Verdickungsmittel in der Schwebe gehalten werden.
- Ähnliche Eigenschaften wie Gesteinsmehle haben natürliche feine oder geriebene Erden wie Kaolin (Porzellanerde, China Clay), Bentonit und andere Weiß- und Tonminerale.

- Durch den Zusatz von Feinsand und Schluff erhält man einen Schlämmanstrich. Werden keine Verdickungsmittel hinzugefügt, setzt sich der Sand unten im Farbeimer ab und macht den Auftrag schwierig. Ähnlich wie beim Zusatz von Faserstoffen, kann die Farbe jedoch mit sehr viel weniger Wasser angesetzt werden, da die groben Partikel eine Rissbildung durch das beim Trocknen schrumpfende Volumen des reinen Kalks verhindern sowie bei abgestufter Korngrößenverteilung einen gleichmäßigen Auftrag ermöglichen und das Wasserrückhaltevermögen verbessern. Allerdings wird eine entsprechend dick angesetzte Farbe zum Feinputz, der nicht mehr mit dem Pinsel, sondern nur mit der Kelle aufgebracht werden kann. Streichfähig wird die Farbe erst durch feinere Zusatzstoffe wie Gesteinsmehle und Erden, die die Geschmeidigkeit erhöhen.

- Wird dem Kalk Weißzement zugesetzt, so erhöht sich die Abriebfestigkeit auch ohne Zugabe von filmbildenden Bindemitteln (welche meist die Wasserdampfdurchlässigkeit herabsetzen).[26] Zu beachten ist, dass Zement ebenfalls während des Abbindevorgangs über einen gewissen Zeitraum feucht gehalten werden muss. Zement sollte auch nicht auf dauerhaft feuchten Flächen eingesetzt werden[27], da sich bei kapillarem Wassertransport Schadsalze wie Salpeter bilden (die besonders auf gipshaltigen Untergründen). Je größer der Zementanteil wird, desto steifer verhält sich die Farbschicht, wodurch sie anfälliger für Risse wird. Kritisch ist dies in erster Linie bei wenig festen Untergründen (z. B. reinen Kalkputzen), da die Farbe dann das Quellen und Schwinden nach Durchfeuchtung oder Ausdehnung bei Sonnenbestrahlung nicht ausgleichen kann.

- Auf ausreichend festen und silikathaltigen Untergründen (z. B. üblichem Kalkzementputz mit Quarzsand-Zuschlag) kann statt Zement auch Wasserglas eingesetzt werden, dessen Verarbeitung jedoch nicht ganz unproblematisch ist. Siehe: Mineralfarbe

- Um beim Streichen weniger vom Untergrund und den Umgebungsbedingungen abhängig zu sein, können alkalibeständige Kunstharzbindemittel beigefügt werden. Zu den Vor- und Nachteilen siehe den obigen Abschnitt zu Reinkalk-Produkten.

- Zur Verbesserung der Haftung auf schwierigen Untergründen wie Holz, Gipskarton oder glatten Steinen wird empfohlen, Branntkalk mit heißem Wasser zu löschen und 40 Liter der entstehenden Kalkmilch mit 500 Gramm Zinksulfat sowie 250 Gramm Kochsalz zu vermischen.[28]

- Zucker oder Stärke werden im Restaurierungsbereich hinzugesetzt, um das Wasserrückhaltevermögen zu steigern und Einfluss auf die Kristallform des entstehenden Kalziumkarbonats zu nehmen.[1] Zucker erhöht die Frühfestigkeit, so dass sich die Wartezeit bis zum Folgeanstrich verkürzen lässt.[19]

## Nachteile der Kalkfarbe
Je nach Schichtdicke und Trocknungsbedingungen kann Kalkfarbe über Wochen und Monate alkalisch bleiben. Diese Alkalizität kann zur Verseifung von Natur- und Kunstharzen führen. Wenn Kalkfarben mit Harzen, Ölen oder handelsüblichen Wand- und Fassadenfarben vor dem Auftrag gründlich vermischt werden, so stellt die Verseifung meist kein größeres Problem dar. Sie führt dann lediglich zu einer Reduktion der Bindemittelwirkung der Harze und Öle.
Wird eine moderne Dispersions- oder Kunstharzfarbe jedoch auf eine noch nicht vollständig abgebundene Kalkfarbe gestrichen, kann die Verseifung der Bindemittel zu Haftungsproblemen führen. Dies ist besonders bei bindemittelreichen ("fetten") Farben der Fall. Je nach Bindemittel können bindemittelreiche Farben eine hohe Schichtspannung aufbauen. Dies kann ebenfalls zu einer Ablösung der Farbe führen, wenn der Untergrund nicht ausreichend abriebfest ist.
Reine Kalkfarben und Kalkkaseinfarben können in der Regel beliebig oft überstrichen werden. Durch die hohe Alkalizität von Calciumhydrat ist frische Kalkfarbe jedoch oft in der Lage, Öl-, Kunst- und Naturharzfarben anzulösen, auch wenn diese bereits abgebunden sind. So wird eine Mischung von Sumpfkalk mit Schmierseife traditionell als Abbeizmittel für Ölfarben verwendet. Soll eine vorhandene Wandfarbe mit hohem Bindemittelanteil mit Kalkfarbe überstrichen werden, sind unbedingt Vorversuche erforderlich, um auszuschließen, dass die Farbe vom Kalk abgelöst wird. Ein hoher Bindemittelanteil ist oft an Glanz, Glätte, Wischfestigkeit und Dichte der Farbe zu erkennen (eine Benetzung mit Wasser führt nicht gleich zur Bildung von dunkleren Flecken und die Tropfen ziehen nur langsam ein).
Da dünn eingestellte Kalkfarbe nur schlecht deckt, sind oft 5–7 Farbschichten nötig, bis die Wand wirklich weiß wirkt, wenn sie nicht schon vorher gekalkt war. Die Wirkung des Anstrichs lässt sich erst bei vollständiger Trocknung abschätzen, da Kalkfarbe im Allgemeinen bei der Trocknung deutlich aufhellt und auch dann erst eine nennenswerte Deckwirkung eintritt.
Abhängig von der Saugkraft des Untergrundes und der daraus folgenden Trockenzeit der Farbe können sich sichtbare Helligkeitsunterschiede ergeben. Das gilt auch bei späterem Durchfeuchten der Wand. Um bei einem unregelmäßigen Untergrund eine gleichmäßige Farbwirkung zu erzielen, kann es daher erforderlich sein, noch mehr Farbschichten aufzutragen als ohnehin schon nötig. Alternativ kann die Saugwirkung des Untergrunds auch durch eine vorherige Grundierung egalisiert werden.
Die Anfälligkeit des Kalks gegenüber zu schnellem Austrocknen machen ihn bei warmem Wetter und insbesondere bei direkter Sonneneinstrahlung unbrauchbar. Daneben verträgt er in der Abbindezeit auch keine Temperaturen unter 4 °C. Diese Einschränkungen der Verarbeitungszeiten haben dazu geführt, dass er aus dem gewerblichen Bauwesen zwischenzeitlich fast vollständig verdrängt wurde.
Kalk ist empfindlich gegenüber Verfärbungen durch Eisenverbindungen (Stockflecken) und Sulfate, die in feuchten Wänden (also meist im bodennahen Bereich) auftreten können. Insbesondere auf gipshaltigen Untergründen kommt es bei hoher Luftfeuchtigkeit zu Ausblühungen und zu Schwefelfraß (Umwandlung von Kalk in Gips) da Gips hygroskopisch ist, Calciumcarbonat aber hydrophob.
Aufgrund des sauren Regens ist Kalkfarbe in Gegenden mit starken Luftemissionen durch die Schwerindustrie für den Außenbereich weniger geeignet. Da zudem ihre Abriebfestigkeit nur mäßig ist, eignen sich nur veredelte Kalkfarben für die Witterungsseite im Außenbereich. Ursprünglich machte das den eigentlichen Zweck des Kalkens im Außenbereich aus: der Kalk bildet die Opferschicht, die den Putz schützt. Bei Nebengebäuden, die etwa in der Landwirtschaft einer stärkeren Verschmutzung ausgesetzt sind, war eine jährliche Erneuerung in Außenbereichen üblich.